# Ermida da Senhora Santa Ana
Ermida da Senhora Santa Ana é uma ermida açoriana localizada em Santa Ana, na freguesia de Rabo de Peixe, na ilha de São Miguel.
Muito pouco se conhece a respeito desta ermida, encravada em propriedade do Senhor Manuel António de Frias Coutinho, com a qual comunica pelo coro alto.
Orientada a norte-sul,  não apresenta qualquer data gravada quer no seu interior quer no seu exterior que informe da época da sua fundação ou reedificação. Dispõe de uma só nave; tem uma sacristia e o seu retábulo apresenta-se regularmente conservado. A sua manutenção e reparação tem sido levada a efeito pelos habitantes e veraneantes do lugar de Santa Ana, tendo esta ermida servido, no decurso da última grande guerra, de capela militar à unidade de aeronáutica que esteve ali aquartelada.
Segundo a tradição conservada na família Frias Coutinho, da Ribeira Grande, esta ermida de Santa Ana foi sempre propriedade sua, tendo porém acontecido que, arrolada por engano com os demais bens eclesiásticos, e não reclamada na altura própria a sua restituição, passou ela a pertencer à Igreja do Bom Jesus, paróquia de Rabo de Peixe.
Em 1877, foi a propriedade anexa vendida pela então proprietária D. Emília Cândida de Frias Coutinho, viúva de Manuel Jacinto da Cunha, a seu sobrinho Padre Manuel António de Frias Coutinho, irmão de José Maria de Frias Coutinho, pai do actual proprietário.